# Балко-Грузское сельское поселение
Балко-Грузское сельское поселение — муниципальное образование в Егорлыкском районе Ростовской области. 
Административный центр поселения — хутор Мирный.

## Административное устройство
В состав Балко-Грузского сельского поселения входят:
- хутор Мирный;
- хутор Балко-Грузский;
- хутор Гайдамачка;
- хутор Советский;
- хутор Тавричанка.

## Население
| 2010  | 2012  | 2013  | 2014  | 2015  | 2016  | 2017  |
| ----- | ----- | ----- | ----- | ----- | ----- | ----- |
| 2564  | ↘2472 | ↘2425 | ↘2381 | ↗2382 | ↘2362 | ↘2337 |
| 2018  | 2019  | 2020  | 2021  |       |       |       |
| ↘2335 | ↘2308 | ↘2256 | ↘2213 |       |       |       |